# ILR量表
跨部門語言圓桌量表（Interagency Language Roundtable scale）是一套描述語言交流能力的說明。它是聯邦機構語言熟練度的標準衡量標準。它原先由跨部門語言圓桌會（隸屬於美國國家外事培訓中心前身對外事務研究所）制訂。量表將人的語言分為0－5等，並用0+、1+、2+、3+和4+表示語言能力大大超過該級水準，但未完全滿足下一級標準。因此量表有11個等級。各技能，如阅读、口语、听力、写作、翻译、音频笔译、口译、跨文化交际，可以有各自的等級。一些技巧或使用縮寫，如S-1为口语等级1（Speaking Level 1）。

## 等級
- ILR水準0 － 無能力
- ILR水準1 － 基礎能力
- ILR水準2 － 有限的工作能力
- ILR水準3 － 專業的工作能力
- ILR水準4 － 完全業務精通
- ILR水準5 － 母语或双语精通

## 和CEFR对比
普洛斯旺美国大学中心发布的ILR、CEFR、ACTFL标准对比：
| CEFR | ILR  | ACTFL    |
| ---- | ---- | -------- |
| A1   | 0/0+ | NL/NM/NH |
| A2   | 1    | IL/IM    |
| B1   | 1+   | IH       |
| B2   | 2/2+ | AL/AM/AH |
| C1   | 3/3+ | S        |
| C2   | 4/4+ | D        |

另一个可能的比较表:
| CEFR | ILR  | ACTFL    |
| ---- | ---- | -------- |
| A1   | 0/1  | NL/NM/NH |
| A2   | 1+   | IL/IM    |
| B1   | 2/2+ | IH       |
| B2   | 3/3+ | AL/AM/AH |
| C1   | 4    | S        |
| C2   | 4+   | D        |